# Mazières-de-Touraine

Mazières-de-Touraine este o comună în departamentul Indre-et-Loire, Franța. În 1 ianuarie 2022 avea o populație de 1.463 de locuitori.